# Julio Martel
 Julio Martel (Julio Pedro Harispe; * 14. Mai 1923 in Baigorrita; † 19. Februar 2009) war ein argentinischer Tangosänger.

## Leben
Martel trat als Sänger zum ersten Mal 1935 im Teatro Magazine in Munro auf. 1941 wurde er Mitglied im Orchester Juan Giordanos, das in der Sommersaison im Hotel Hurlingham in Mar del Plata und im Winter im City Hotel in Buenos Aires spielte. Begleitet von dem Pianisten Juan Larenza nahm er 1943 an einem Wettbewerb von Radio El Mundo um die Stelle des zweiten Sängers neben Carlos Dante im Orchester Alfredo De Angelis’ teil, den er unter hunderten von Bewerbern gewann. Er debütierte mit dem Orchester im Café Marzotto und hatte danach viele erfolgreiche Auftritte u. a. bei der Federación de Box, im Tibidabo und im Tango Club.
1943 entstanden die ersten von insgesamt 80 Aufnahmen mit De Angelis, 63 davon als Solist und 17 im Duo mit Dante. 1946 schloss Oscar Luis Mazza, der Direktor von Radio El Mundo, einen Vertrag mit dem Orchester für tägliche Auftritte in der Soap Los Pérez García im Rahmen der Sendung Glostora Tango Club, durch die auch Martel große Popularität erlangte. Mit De Angelis und seinem Orchester kam er auch zum Film. In El cantor del pueblo sang er 1948 mit Dante den Tango Pregonera. Im gleichen Jahr hatte er im Film El ídolo del tango eine Hauptrolle neben der Schauspielerin Graciela Lecube und sang Rodolfo Sciammarellas Tangos De igual a igual, Comencé jugando und No tiene importancia.
Nach der Trennung von De Angelis debütierte Martel 1951 als Solist in Santiago de Chile und später in Montevideo, wo er Auftritte im Radio, Fernsehen und in Nachtclubs hatte. 1952 schloss er sich der neu gegründeten Formation des Bandoneonisten Oscar Castagniaro an, deren zweiter Sänger Roberto Chanel war. 1956 nahm er seine Aktivität als Solist wieder auf. Er trat bei Radio Belgrano mit einem eigenen Orchester auf, das von dem Geiger Américo Podestá geleitet wurde, und nahm mehrere Titel beim Label Odeon auf.
Später leitete er eine erfolgreiche Serie von Shows mit Publikum bei Radio Argentina. Darauf unternahm er eine Tournee durch Lateinamerika, die ihn in die USA führen sollte. Da er aber in Kolumbien so begeistert aufgenommen wurde, beschloss er, längere Zeit dort zu bleiben und nahm beim Label Sonolux 20 Titel mit dem Bandoneonisten Enrique Méndez, dem Pianisten Armando Lacava und örtlichen Musikern auf. Nach seiner Rückkehr zog er sich auf seine Farm zurück. Den letzten Auftritt hatte er im Dezember 1959 im Club Santa Elena in Luján.

## Aufnahmen
- Qué buena es
- Tus palabras y la oche
- Nacional (von José Puglia und Edgardo Pedroza)
- Pobre colombina
- Lechuza
- Por qué no has venido
- Fueron tres años